# Championnat de France de water-polo de Nationale 2 masculin
Le championnat de France de water-polo de National 2 masculin (ou Nationale 2 (N2)) est une compétition annuelle. 

## Palmarès
| Année | Vainqueur                                                                                                  | Vice-champion                                                                                              |
| 2000  | ? | ? |
| 2001  | ? | ?? |
| 2002  | ? | ? |
| 2003  | ? | ? |
| 2004  | ? | ? |
| 2005  | ? | ? |
| 2006  | ? | ? |
| 2007  | ? | ? |
| 2008  | ? | ? |
| 2009  | ? | ? |
| 2010  | ? | ? |
| 2011  | ? | ? |
| 2012  | ? | ? |
| 2013  | ? | ? |
| 2014  | ? | ? |
| 2015  | ? | ? |
| 2016  | RC Arras Water-Polo                                                                                        | Mulhouse Water-Polo                                                                                        |
| 2017  | ? | ? |
| 2018  | Racing Club de France                                                                                      | Union Saint-Bruno Bordeaux                                                                                 |
| 2019  | Pont de Claix Natation GUC Water-Polo                                                                      | SCN Choisy-le-Roi                                                                                          |
| 2020  | Annulé en raison de la pandémie de coronavirus Championnat abandonné (Aucun vainqueur ; pas de relégation) | Annulé en raison de la pandémie de coronavirus Championnat abandonné (Aucun vainqueur ; pas de relégation) |
| 2021  | pas de champion (pandémie de coronavirus)                                                                  | pas de champion (pandémie de coronavirus)                                                                  |
| 2022  | ASPTT Limoges                                                                                              | ? |
| 2023  | CN Marseille rés.                                                                                          | AS Chelles Aquatique                                                                                       |
| 2024  | AS Monaco                                                                                                  | SCN Choisy-le-Roi                                                                                          |
| 2025  | CN Marseille rés.                                                                                          | Canards rochelais                                                                                          |
| 2026  | en cours                                                                                                   | en cours                                                                                                   |

## Equipes par saison

### Saison 2015-2016
Pour la saison 2015-2016, le championnat a subi une modification importante dans son organisation : il ne compte plus qu'un seul et unique groupe, au lieu de deux (groupe A et groupe B) auparavant.
Pour cette saison, la Nationale 2 regroupera donc dix équipes, issues de dix clubs français :
- Mulhouse Water-polo
- Arras
- Antony
- Limoges
- La Rochelle
- Pont-de-Claix GUC Water-polo
- Thionville
- Conflans-Sainte-Honorine
- Chenôve
- Colmar

### Saison 2022-2023
| Clubs                        | Piscines                            | Capacités | Villes                |
| ---------------------------- | ----------------------------------- | --------- | --------------------- |
| ASPTT Limoges Water Polo     | L'Aquapolis                         |           | Limoges               |
| Stade Toulousain Water Polo  | Piscine Alban Minville              |           | Toulouse              |
| CPB Rennes Water Polo        | Piscine de Bréquigny                |           | Rennes                |
| Pont-de-Claix GUC Water Polo | Centre Aquatique Flottibulle        |           | Le Pont-de-Claix      |
| Orléans Water Polo           | Palais des Sports                   |           | Orléans               |
| Grand Longwy Water Polo      | Centre Aquatique Osmose             |           | Longwy                |
| Granville Water Polo         | Centre Aquatique L'Hippocampe       |           | Granville             |
| VGA Saint-Maur               | Piscine Couverte Pierre Brossolette |           | Saint-Maur-des-Fossés |
| AS Chelles Aquatique         | Piscine Robert Préault              |           | Chelles               |
| Pélican Club Valenciennes    | Centre Aquatique Nungesser          |           | Valenciennes          |
| CN Marseille (2)             | Piscine Pierre-Garsau               |           | Marseille             |
| Taverny SN 95 - ASVO (2)     | Piscine Intercommunale de Taverny   |           | Taverny               |
| Angers Water Polo            | Piscine Jean Bouin                  |           | Angers                |
| Canards Rochelais            | Piscine Lucien Maylin               |           | La Rochelle           |